# Matão (kommun)
Matão är en kommun i Brasilien.   Den ligger i delstaten São Paulo, i den sydöstra delen av landet, 600 km söder om huvudstaden Brasília. Antalet invånare är 76 799.
Följande samhällen finns i Matão:
- Matão

Omgivningarna runt Matão är en mosaik av jordbruksmark och naturlig växtlighet. Runt Matão är det ganska tätbefolkat, med 192 invånare per kvadratkilometer.